# Martin Max
Martin Max (Tarnowskie Góry, 7 agosto 1968) è un allenatore di calcio ed ex calciatore tedesco, di ruolo attaccante.

## Biografia
È originario della Slesia, regione storica della Polonia. Anche il figlio Philipp è un calciatore professionista.

## Carriera

### Giocatore

#### Club

Max allo Schalke 04 mentre solleva il trofeo della Coppa UEFA 1996-1997

Max nasce a Tarnowskie Góry nel Voivodato della Slesia. Inizia a giocare a calcio in quel di Bytom, nella società calcistica Rodlo Gorniki Bytom. Nel 1982, a 14 anni, emigra con la famiglia in Germania, e nel 1985 la famiglia si stabilisce definitivamente a Recklinghausen. In questo periodo gioca nella squadra locale.
Nel 1987 ottiene il suo primo contratto per una prima squadra di quarta divisione tedesca, la Verbandsliga.
Nel 1989, Max approda nel calcio professionistico firmando per un club di Bundesliga, il Borussia Mönchengladbach. Il 28 luglio 1989, debutta nella giornata inaugurale del campionato tedesco 1989/90 durante la partita contro il Kaiserslautern. Nella stagione 1989-1990 ha giocato un totale di undici partite. Al sesto turno realizza il suo primo gol in campionato nel pareggio per 1-1 contro l'Eintracht Francoforte. A fine stagione diviene il miglior marcatore della squadra con 7 centri. Il Borussia Mönchengladbach vince la Coppa di Germania nell'annata 1994-1995.
Nell'estate del 1995 si trasferisce allo Schalke 04: con il suo nuovo club vince nel 1997 la Coppa UEFA contro la favorita Inter. Max partecipa al successo dei tedeschi trasformando uno dei tiri di rigore che consente allo Schalke di superare nella finale di ritorno i nerazzurri 4-1.
Nel 1999 si trasferisce al Monaco 1860: vince due volte la classifica dei marcatori della Bundesliga, nel 2000 segnando 19 gol e nel 2002, a pari merito con Márcio Amoroso, entrambi a quota 18 reti.
Nel 2003 ha lasciato il club dopo aver perso il suo posto da titolare nei confronti di Benjamin Lauth, e si trasferisce all'Hansa Rostock. Qui diviene il miglior marcatore del club realizzando 20 gol. Nel 2004, ha finito la sua carriera

#### Nazionale
Potendo essere selezionato anche dalla nazionale polacca, tuttavia scelse di fare parte della nazionale tedesca, con cui però giocò solo una partita. Esordisce il 17 aprile 2002, entrando in campo all'84' di un'amichevole contro l'Argentina (0-1).

### Allenatore
Dal 2007 al 2010 Max ha allenato, assieme a Daniel Hoffmann con il quale aveva giocato nel Monaco 1860, il club amatoriale del Grafing.

## Statistiche

### Presenze e reti nei club
| Stagione                   | Squadra                    | Campionato                 | Campionato | Campionato | Coppe nazionali | Coppe nazionali | Coppe nazionali | Coppe continentali | Coppe continentali | Coppe continentali | Altre coppe | Altre coppe | Altre coppe | Totale | Totale |
| Stagione                   | Squadra                    | Comp                       | Pres       | Reti       | Comp            | Pres            | Reti            | Comp               | Pres               | Reti               | Comp        | Pres        | Reti        | Pres   | Reti   |
| -------------------------- | -------------------------- | -------------------------- | ---------- | ---------- | --------------- | --------------- | --------------- | ------------------ | ------------------ | ------------------ | ----------- | ----------- | ----------- | ------ | ------ |
| 1989-1990                  | Borussia M'gladbach        | BL                         | 11         | 0          | CG              | 1               | 0               | -                  | -                  | -                  | -           | -           | -           | 12     | 0      |
| 1990-1991                  | Borussia M'gladbach        | BL                         | 30         | 7          | CG              | 0               | 0               | -                  | -                  | -                  | -           | -           | -           | 30     | 7      |
| 1991-1992                  | Borussia M'gladbach        | BL                         | 36         | 4          | CG              | 6               | 2               | -                  | -                  | -                  | -           | -           | -           | 42     | 6      |
| 1992-1993                  | Borussia M'gladbach        | BL                         | 21         | 3          | CG              | 1               | 0               | -                  | -                  | -                  | -           | -           | -           | 22     | 3      |
| 1993-1994                  | Borussia M'gladbach        | BL                         | 23         | 8          | CG              | 1               | 0               | -                  | -                  | -                  | -           | -           | -           | 24     | 8      |
| 1994-1995                  | Borussia M'gladbach        | BL                         | 20         | 0          | CG              | 1               | 0               | -                  | -                  | -                  | -           | -           | -           | 21     | 0      |
| Totale Borussia M'gladbach | Totale Borussia M'gladbach | Totale Borussia M'gladbach | 141        | 22         |                 | 10              | 2               |                    | -                  | -                  |             | -           | -           | 151    | 24     |
| 1995-1996                  | Schalke 04                 | BL                         | 32         | 11         | CG              | 2               | 0               | -                  | -                  | -                  | -           | -           | -           | 34     | 11     |
| 1996-1997                  | Schalke 04                 | BL                         | 30         | 12         | CG              | 2               | 1               | CU                 | 10                 | 3                  | -           | -           | -           | 42     | 16     |
| 1997-1998                  | Schalke 04                 | BL                         | 19         | 4          | CG              | 0               | 0               | CU                 | 6                  | 1                  | -           | -           | -           | 25     | 5      |
| 1998-1999                  | Schalke 04                 | BL                         | 28         | 6          | CG+CdL          | 1+1             | 1+0             | CU                 | 2                  | 0                  | -           | -           | -           | 32     | 7      |
| Totale Schalke 04          | Totale Schalke 04          | Totale Schalke 04          | 109        | 33         |                 | 6               | 2               |                    | 18                 | 4                  |             | -           | -           | 133    | 39     |
| 1999-2000                  | Monaco 1860                | BL                         | 32         | 19         | CG              | 2               | 2               | -                  | -                  | -                  | -           | -           | -           | 34     | 21     |
| 2000-2001                  | Monaco 1860                | BL                         | 31         | 8          | CG              | 3               | 2               | UCL+CU             | 2+5                | 0+3                | -           | -           | -           | 41     | 13     |
| 2001-2002                  | Monaco 1860                | BL                         | 28         | 18         | CG              | 4               | 3               | CI                 | 6                  | 5                  | -           | -           | -           | 38     | 26     |
| 2002-2003                  | Monaco 1860                | BL                         | 21         | 6          | CG              | 2               | 5               | CI                 | 2                  | 0                  | -           | -           | -           | 25     | 11     |
| Totale Monaco 1860         | Totale Monaco 1860         | Totale Monaco 1860         | 112        | 51         |                 | 11              | 12              |                    | 15                 | 8                  |             | -           | -           | 138    | 71     |
| 2003-2004                  | Hansa Rostock              | BL                         | 33         | 20         | CG              | 2               | 0               | -                  | -                  | -                  | -           | -           | -           | 35     | 20     |
| Totale carriera            | Totale carriera            | Totale carriera            | 395        | 126        |                 | 29              | 16              |                    | 33                 | 12                 |             | -           | -           | 457    | 154    |

### Cronologia presenze e reti in Nazionale
| Cronologia completa delle presenze e delle reti in nazionale ― Germania | Cronologia completa delle presenze e delle reti in nazionale ― Germania | Cronologia completa delle presenze e delle reti in nazionale ― Germania | Cronologia completa delle presenze e delle reti in nazionale ― Germania | Cronologia completa delle presenze e delle reti in nazionale ― Germania | Cronologia completa delle presenze e delle reti in nazionale ― Germania | Cronologia completa delle presenze e delle reti in nazionale ― Germania | Cronologia completa delle presenze e delle reti in nazionale ― Germania |
| Data                                                                    | Città                                                                   | In casa                                                                 | Risultato                                                               | Ospiti                                                                  | Competizione                                                            | Reti                                                                    | Note                                                                    |
| ----------------------------------------------------------------------- | ----------------------------------------------------------------------- | ----------------------------------------------------------------------- | ----------------------------------------------------------------------- | ----------------------------------------------------------------------- | ----------------------------------------------------------------------- | ----------------------------------------------------------------------- | ----------------------------------------------------------------------- |
| 17-4-2002                                                               | Stoccarda                                                               | Germania                                                                | 0 – 1                                                                   | Argentina                                                               | Amichevole                                                              | -                                                                       | 83’                                                                     |
| Totale                                                                  |                                                                         | Presenze                                                                | 1                                                                       |                                                                         | Reti                                                                    | 0                                                                       |                                                                         |

## Palmarès

### Giocatore

#### Club

##### Competizioni nazionali
- Coppa di Germania: 1

Borussia Mönchengladbach: 1994-1995

##### Competizioni internazionali
- Coppa UEFA: 1

Schalke 04: 1996-1997

#### Individuale
- Capocannoniere della Bundesliga: 2

1999-2000 (18 gol), 2001-2002 (19 gol, a pari merito con Márcio Amoroso)